# Kluisbergen
Kluisbergen è un comune belga di 6 395 abitanti, situato nella provincia fiamminga delle Fiandre Orientali.
Nel territorio comunale si trova la salita di Hoogberg-Hotond, più volte compresa nel Giro delle Fiandre.

## Geografia fisica

### Territorio
|  | Il comune di Kluisbergen è composto da 3 abitati principali: - Berchem (I) - Ruien (II) - Kwaremont (III) - Zulzeke (IV) |

Gli abitati confinanti sono: a. Ronse, b. Nukerke, comune di Maarkedal, c. Melden, comune di Oudenaarde, d. Elsegem, comune di Wortegem-Petegem, e. Kerkhove,  comune di Avelgem, f. Waarmaarde, comune di Avelgem, g. Avelgem, h. Orroir, comune di Mont-de-l'Enclus, i. Amougies, comune di Mont-de-l'Enclus, j. Russeignies, comune di Mont-de-l'Enclus